# Special Olympics Ghana
Special Olympics Ghana (englisch: Special Olympics Ghana) ist der ghanaische Verband von Special Olympics International, der weltweit größten Sportbewegung für Menschen mit geistiger Beeinträchtigung und Mehrfachbeeinträchtigung. Ziel ist die sportliche Förderung dieser Personengruppe und die Sensibilisierung der Gesellschaft für sie. Außerdem betreut der Verband die ghanaischen Athletinnen und Athleten bei den Special Olympics Wettbewerben.

## Geschichte
Special Olympics Ghana wurde 1978 mit Sitz in Accra gegründet.

## Aktivitäten
2018 waren 10.251 Athletinnen, Athleten und Unified Partner sowie 1.128 Trainer bei Special Olympics Ghana registriert.
Der Verband nahm 2020 an den Programmen Law Enforcement Torch Run (LETR), Athlete Leadership, Healthy Athletes, Young Athletes, Motor Activities Training Program (MATP), Healthy Communities, Family Support Network, Unified Schools und Unified Sports teil, die von Special Olympics International ins Leben gerufen worden waren.

### Sportarten
Folgende Sportarten wurden 2020 vom Verband angeboten: 
- Boccia (Special Olympics)
- Floorball (Special Olympics)
- Fußball (Special Olympics)
- Leichtathletik (Special Olympics)

### Teilnahme an Weltspielen vor 2020
• 2007 Special Olympics World Summer Games, Shanghai, China (4 Athletinnen und Athleten)
• 2015 Special Olympics World Summer Games, Los Angeles, USA (4 Athletinnen und Athleten)
• 2019 Special Olympics, World Summer Games, Abu Dhabi (16 Athletinnen und Athleten)

### Teilnahme an den Special Olympics World Summer Games 2023 in Berlin
Special Olympics Ghana nahm an den Special Olympics World Summer Games 2023 teil. Die Delegation wurde vor den Spielen im Rahmen des Host Town Program von Thale betreut und bestand aus 32 Personen. Das Team gewann bei diesen Weltspielen eine Silber- und zwei Bronzemedaillen.